# Gilbert Bougnol
Gilbert Bougnol, també anomenat Émile Bougnol en algunes fonts, (Saint-Myon, Puèi Domat, 31 d'agost de 1866 – Rueil-Malmaison, Hauts-de-Seine, 20 d'octubre de 1947) va ser un tirador d'esgrima francès que va competir a cavall del segle xix i el segle xx. El 1900 va prendre part en els Jocs Olímpics de París, en què guanyà la medalla de plata en la prova d'espasa professional. En la prova d'espasa amateur-professional acabà en cinquena posició, empatat amb tres tiradors més.